# Archipelag Los Roques
Archipelag Los Roques – atol należący do Dependencji Federalnych Wenezueli, w grupie Wysp Zawietrznych, w archipelagu Małych Antyli, położony ok. 145 kilometrów na północ od portu La Guaira w pobliżu Caracas. Składa się z ponad 60 wysp, wysepek i skał.

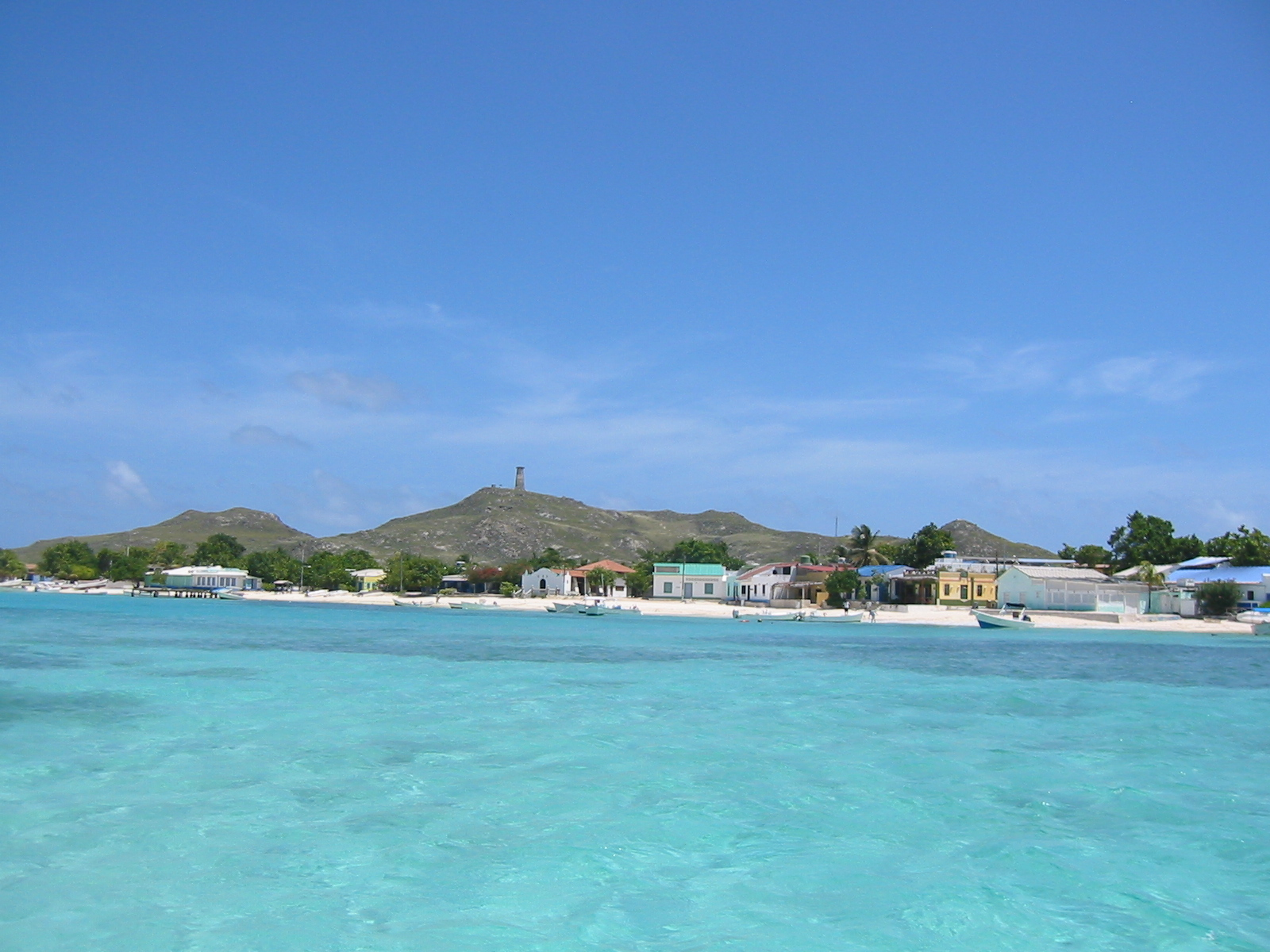
Wybrzeże El Gran Roque

Będąc niemal nienaruszonym przez działalność człowieka, przyciąga wielu turystów, zwłaszcza z Europy i jest celem wypraw prywatnych jachtów. Tylko 5% turystów przybywa tu drogą morską, pozostałe 95% korzysta z lotniska Los Roques (kod IATA: LRV, kod ICAO: SVRS, RWY 07/25 o wymiarach: 1000 × 26 m, nawierzchnia: nowy (2007) asfaltobeton, nawigacja: brak oświetlenia lub ILS-u), które obsługuje loty rejsowe i czarterowe z Caracas i paru innych miast Wenezueli, od mniejszych samolotów czy samolotów STOL po nawet ATR 72. Najważniejszą i jedyną zamieszkaną wyspą jest El Gran Roque (Wielka Skała). Większe wyspy to Francisqui, Nordisqui, Madrisqui i Crasqui.
W 1972 roku, ze względu na mnogość gatunków ptaków oraz organizmów morskich, powstał tu Park Narodowy Archipiélago Los Roques.
Archipelag liczy około 1500 stałych mieszkańców, jednakże w ciągu roku odwiedza go przeciętnie 70 tys. turystów, w większości są to jednodniowe wycieczki z Caracas. 